# 大河岸镇
大河岸镇，是中华人民共和国湖北省黄冈市罗田县下辖的一个乡镇级行政单位。地处罗田县东北部。国土面积面积151.52平方千米（2017年），辖25个行政村、1个林场、1个社区，总人口30440人（2017年）。

## 行政区划
大河岸镇下辖以下地区：
大河岸社区、石井头村、枫树垸村、闵家河村、杨家坪村、汪家咀村、罗家咀村、高庙村、周家咀村、姚家咀村、石冈山村、古城寨村、竹林垸村、黄泥咀村、雷家垸村、柏塘垸村、凉亭村、古楼冲村、磙石坳村、月山庙村、南家山村、花艮岩村、滕家冲村、许家畈村、谢家铺村、三河口村和紫山垴林场生活区。